# Francesco Moranino
Francesco Moranino (Tollegno, 16 febbraio 1920 – Grugliasco, 18 giugno 1971) è stato un partigiano e politico italiano, organizzatore e comandante delle formazioni garibaldine comuniste nel Biellese durante la Resistenza.

## Biografia

### La militanza comunista e la Resistenza
Iscritto al Partito Comunista clandestino nel 1940, l'anno successivo venne arrestato e condannato a 12 anni di carcere da parte del Tribunale speciale. Detenuto a Civitavecchia, venne liberato nel 1943 a seguito della caduta del fascismo e, dopo il successivo armistizio, entrò nella Resistenza. Inviato dal PCI nel Biellese, assunse il nome di battaglia di "Gemisto", diventando comandante del Distaccamento delle Brigate Garibaldi denominato "Pisacane".
Attorno al "Pisacane", e al suo successivo sviluppo, si formerà nel gennaio del 1944 la piccola Repubblica Partigiana di Postua, una delle prime prove di autogoverno partigiano. In seguito Moranino comandò la 50ª Brigata Garibaldi fino a che, con l'incarico prima di comandante e poi di commissario politico, fu destinato alla XII Divisione Garibaldi Pietro Pajetta (Nedo). Francesco Moranino era cugino di Luigi Moranino, che Francesco aveva introdotto giovanissimo nella lotta partigiana; Luigi Moranino, con il nome di battaglia "PIC", diverrà a sua volta vice commissario della 2ª Brigata Garibaldi "Ermanno Angiono" ("Pensiero"). Anello Poma, già miliziano antifascista in Spagna, riorganizzò la guerriglia partigiana nel Biellese fino ad assumere l'incarico di commissario politico del Comando Raggruppamento Divisioni Garibaldi del Biellese. Essendo fino all'inizio del 1944 pochi gli uomini disponibili alla lotta partigiana, circa 200, Anello Poma indicò il metodo di scelta dei comandanti dei primi distaccamenti, i più difficili da strutturare, se non si voleva correre il pericolo che fossero repentinamente distrutti dai nazifascisti.
Anello Poma poteva essere considerato in quel momento, per la sua età, relativamente agli altri partigiani ma soprattutto per i trascorsi di combattente antifascista, uno dei "vecchi". Il reclutamento s'indirizzò verso i giovani e i giovanissimi: Moranino era giovane e aveva già dato prova di grande affidabilità, per cui fu assegnato al comando del "Pisacane", distaccamento la cui efficienza era molto importante per lo sviluppo della Resistenza nella zona. Fra questi neofiti - o quasi - della lotta armata, Moranino - ovvero "Gemisto" - mise in luce immediatamente spiccate doti di organizzatore e di amalgamatore della banda partigiana.
Con il "Pisacane", "Gemisto" organizzò scioperi operai: il suo carattere decisionista lo portò a ignorare le indicazioni del comando militare partigiano, dei comunisti stessi e dei sindacalisti che lo invitarono a limitarsi alla sua attività militare di partigiano. Per questo fatto era malvisto all'interno dei settori summenzionati. In realtà il lavoro di Moranino fruttò tantissimo poiché l'interazione con gli operai portò sia nuovi partigiani al "Pisacane" sia appoggi nelle retrovie, in modo da mettere in atto iniziative militari di grosso spessore contro i nazifascisti come non era accaduto prima; Moranino aveva costituito un retroterra popolare di supporto, indispensabile per l'esistenza e l'attività clandestina di una banda partigiana.

### La strage della missione Strasserra
Nell'estate del 1944 ebbe luogo nel Biellese quella che è conosciuta come strage della missione Strasserra. Emanuele Strasserra, agente dell'OSS, era stato inviato in Liguria dalle forze alleate con il compito di coordinare la lotta partigiana e di consegnare un rapporto agli agenti alleati operanti in Svizzera. Egli contattò Francesco Moranino e arruolò quattro partigiani. Cinque partigiani della "missione Strasserra", sospettati di essere in realtà spie nazifasciste, furono fucilati il 26 novembre 1944 in località Portula, attirati in un'imboscata, e due delle loro compagne uccise.
Le vittime furono: Emanuele Strasserra, agente del Sud, sbarcato sulla costa ligure da un sommergibile USA all'inizio dell'estate 1944; Gennaro Santucci, partigiano; Ezio Campasso, partigiano; Mario Francesconi, partigiano; Giovanni Scimone: partigiano. Il 9 gennaio 1945 furono liquidate le compagne di due dei partigiani uccisi, Maria Santucci e Maria Francesconi: un uomo bussò di notte alla loro porta, esse uscirono e furono uccise con un colpo alla testa, perché stavano per scoprire la verità sulla sorte dei loro mariti. Gli assassini cercarono di far ricadere la responsabilità della morte delle due donne sui fascisti.

### Il dopoguerra
Nel dopoguerra Moranino - abbandonate le armi - iniziò la sua carriera politica, diventando segretario della Federazione comunista biellese e valsesiana. Candidato dal PCI (circoscrizione di Torino) con 11.909 preferenze, il 2 giugno 1946 fu eletto deputato all'Assemblea Costituente, il 3 febbraio 1947 - nel terzo governo De Gasperi - fu nominato sottosegretario alla Difesa, il 18 aprile 1948 (prima legislatura) fu eletto deputato nel Fronte Democratico Popolare con 69.452 preferenze (circ. di Torino); il 6-7 giugno 1953 (seconda legislatura), Moranino fu rieletto per il PCI con 52.647 preferenze.

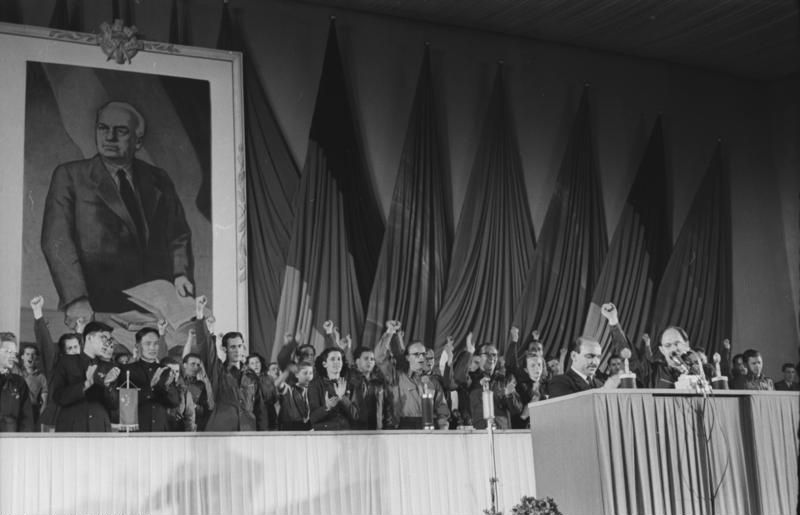
Moranino interviene al congresso della gioventù comunista della DDR nel 1952

Nel 1951 fu nominato segretario della Federazione mondiale della gioventù democratica.

### Il processo e la condanna
Nel dopoguerra i familiari dei cinque partigiani fucilati e delle due donne uccise svolsero  indagini e raccolsero prove che presentarono alle autorità. Furono fatte delle indagini ufficiali che orientarono le responsabilità sul deputato comunista: Moranino fu pertanto accusato dell'eccidio della "Missione Strasserra" e delle due donne. Anello Poma, basandosi sui personali ricordi e sul proprio ruolo centrale nell'organizzazione della Resistenza nel Biellese, ipotizzò quasi una mancanza di difesa di Moranino da parte di alcuni settori politici a lui vicini, proprio a causa delle ostilità maturate a seguito delle sue posizioni politiche e delle attività extramilitari attuate durante la Resistenza.
Oltre a ciò sulle montagne del Biellese, dove era forte la Brigata Garibaldi "Pisacane" comandata da "Gemisto", erano possibili lotte intestine fra settori della Resistenza che si rifacevano a diversa ideologia politica e si è ipotizzato che anche a causa di ciò avvenne l'eccidio. 
Nel 1953, sotto il governo Pella, Moranino fu incriminato per i fatti avvenuti durante la Resistenza, ritenuti non compresi tra i reati amnistiati dal ministro Togliatti nel 1946.
Il 27 gennaio 1955, durante il governo Scelba, la Camera dei deputati, con una maggioranza di centrodestra, votò l'autorizzazione a procedere nei confronti di Moranino su richiesta della procura di Torino. Quella di Moranino fu la prima autorizzazione all'arresto di un parlamentare concessa dalla nascita della Repubblica e fino al luglio 1976 rimase anche l'unica. Nel corso della seduta il deputato socialista Guido Bernardi, relatore di minoranza, cercò di accreditare la tesi per cui tutti gli omicidi furono ordinati ed eseguiti per errore, riportando tutta una serie di indizi in tal senso. Tale tesi non fu però accolta dalla maggioranza. Iniziò quindi il processo in aula per l'accusa di omicidio plurimo aggravato e continuato e occultamento di cadavere. A seguito di ciò Moranino fuggì - per la seconda volta - in Cecoslovacchia. Il 22 aprile 1956, il processo, svoltosi in contumacia a Firenze, si concluse con la condanna all'ergastolo per Moranino.
Si legge nella sentenza: «Perfino la scelta degli esecutori dell'eccidio venne fatta tra i più delinquenti e sanguinari della formazione. Avvenuta la fucilazione, essi si buttarono sulle vittime depredandole di quanto avevano indosso. Nel percorso di ritorno si fermarono a banchettare in un'osteria e per l'impresa compiuta ricevettero in premio del denaro.».
La sentenza di condanna all'ergastolo fu confermata dalla Corte d'Assise d'Appello nel 1957.
Diametralmente opposto il punto di vista dell'ANPI:

«Era così evidente l'intento persecutorio contro il comandante partigiano che, nel 1958, il presidente della Repubblica, Giovanni Gronchi, decretò la commutazione della pena in dieci anni di reclusione.»
In realtà non ci fu commutazione di pena da parte del presidente Gronchi: Moranino godette infatti degli effetti della cosiddetta "amnistia Azara" (dal nome del guardasigilli Antonio Azara che la propose), approvata ai tempi del governo Pella il 18 settembre 1953 per tutti i reati politici commessi entro il 18 giugno 1948. Vi furono compresi i reati commessi nel secondo dopoguerra italiano, arrivando a oltre tre anni dalla fine della guerra. Moranino - condannato tre anni dopo - poté comunque usufruire di uno sconto di pena grazie a tale provvedimento, e la sua condanna all'ergastolo fu commutata già in fase processuale a dieci anni di prigione.

### La latitanza e la grazia
Moranino si sottrasse alla cattura espatriando clandestinamente in Cecoslovacchia, dove divenne direttore dell'emittente radiofonica in lingua italiana Radio Praga. Qui - secondo una ricostruzione dell'ex ministro della giustizia e vicepresidente del consiglio Claudio Martelli, presentata nell'ambito dei lavori della Commissione parlamentare di inchiesta sul rapimento e sulla morte di Aldo Moro - divenne agente dei servizi cecoslovacchi, laddove lo stesso Martelli adombrò rapporti di vario tipo fra questi servizi e le Brigate Rosse. Le stesse connessioni fra Radio Praga e gruppi terroristici italiani vennero esplicitate anche dal direttore del SISDE Riccardo Malpica.
A Praga Moranino si fece parte attiva nell'azione di "sovietizzazione degli stati dell'ex blocco sovietico decisa da Stalin, con l’appoggio dei comunisti italiani". Fra gli episodi che lo videro coinvolto ci fu la cacciata da Radio Praga del fondatore dei programmi in lingua italiana - Catullo Davide Uhrmacher - in quanto "ebreo e trotzkijsta".
Il 27 aprile 1965 Moranino venne graziato dal presidente della Repubblica Giuseppe Saragat in occasione del ventesimo anniversario della Liberazione, ma rimpatriò solo quando i reati "determinati da movente o fine politico" per i quali era stato condannato divennero oggetto di una vasta amnistia promulgata nel 1966 riguardante sia gli "appartenenti al movimento della Resistenza" che i loro avversari, riconducendoli di fatto alla natura di atti di guerra e quindi non più condannabili.
Alberto Franceschini - uno dei fondatori delle Brigate Rosse - testimoniò di un incontro fra lui, Renato Curcio, Mara Cagol e Moranino che avvenne il 25 aprile 1971 nell'aia di un casolare nei pressi di Borgosesia ove ai tempi della Resistenza si trovava il comando partigiano di Moranino. Tutti e tre i brigatisti erano già clandestini e si presentarono all'allora senatore del PCI - che secondo Franceschini sapeva che fossero dirigenti delle Brigate Rosse - coi loro nomi di battaglia.

### Senatore
Rientrato in Italia nel 1968 solo in seguito ad amnistia, il 19 maggio 1968, PCI e PSIUP annunciarono la candidatura nel collegio senatoriale di Vercelli dell'ex deputato. Moranino sarà rieletto con 38.446 voti ed entrerà nella Commissione Industria e Commercio del Senato. Morirà tre anni dopo, nel 1971, per un attacco cardiaco.